# 北加拿大河

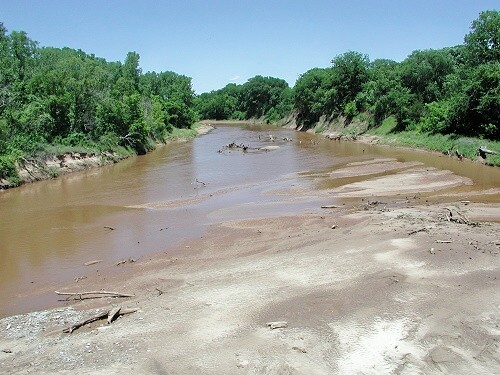
北加拿大河一景，俄克拉何马州肖尼附近

北加拿大河（英語：North Canadian River）是加拿大河的一条支流，长约710千米，流经美国的新墨西哥州、德克萨斯州和奧克拉荷馬州。其中一段称为比佛河。